# برج ام‌سی‌بی
برج ام‌سی‌بی (به انگلیسی: MCB Tower) یک ساختمان در پاکستان است که در کراچی واقع شده‌است.